# Paradise, Hawaiian Style (sang)
"Paradise, Hawaiian Style" er en komposition af Bill Giant, Bernie Baum og Florence Kaye og er indsunget af Elvis Presley. "Paradise, Hawaiian Style" var titelnummer til Elvis Presley-filmen Paradise, Hawaiian Style fra 1966. Sangen blev indspillet af Elvis hos Radio Recorders i Hollywood den 27. juli 1965.
Sangen blev ikke udsendt på singleplade, men udkom samtidig med filmen i juni 1966 på en LP-plade med soundtracket fra filmen. Soundtracket hed ligeledes Paradise, Hawaiian Style.
"Paradise, Hawaiian Style" er endvidere på CD'en fra 18. juli 1995 Command Performances – The Essential 60's Masters, vol. 2, som er en samling af de bedre af Elvis' filmsange fra hans film fra 1960'erne.

## Besætning
Ved indspilningen af "Paradise, Hawaiian Style" og de øvrige sange i filmen deltog:
- Elvis Presley, sang
- Scotty Moore, guitar
- Barney Kessel, guitar
- Charlie McCoy, guitar
- Howard Roberts, guitar
- Alton Hendrickson, guitar
- Bernie K. Lewis, steel guitar
- Larry Muhoberac, klaver
- Ray Siegel, bas
- Keith Mitchell, bas
- D.J. Fontana, trommer
- Hal Blaine, trommer
- Milton Holland, trommer
- Victor Feldmen, trommer
- The Jordanaires, kor
- The Mello Men, kor